# Gran Premio motociclistico della Malesia 1996
Il  Gran Premio motociclistico della Malesia 1996 fu la prima gara del motomondiale 1996 e la sesta edizione del Gran Premio motociclistico della Malesia.
Si svolse il 31 marzo 1996 sul circuito di Shah Alam e vide la vittoria di Luca Cadalora su Honda nella classe 500, di Max Biaggi nella classe 250 e di Stefano Perugini nella classe 125.

## Classe 500

### Arrivati al traguardo
| Pos. | Nº | Pilota              | Squadra                 | Motocicletta  | Giri | Tempo     | Griglia | Punti |
| ---- | -- | ------------------- | ----------------------- | ------------- | ---- | --------- | ------- | ----- |
| 1    | 3  | Luca Cadalora       | Kanemoto Honda          | Honda         | 33   | 47:24.151 | 2       | 25    |
| 2    | 7  | Alex Barros         | Honda Pileri            | Honda         | 33   | +4.721    | 6       | 20    |
| 3    | 24 | Carlos Checa        | Fortuna-Honda-Pons      | Honda         | 33   | +14.234   | 10      | 16    |
| 4    | 11 | Scott Russell       | Lucky Strike Suzuki     | Suzuki        | 33   | +14.393   | 13      | 13    |
| 5    | 1  | Mick Doohan         | Repsol Honda            | Honda         | 33   | +25.529   | 3       | 11    |
| 6    | 12 | Jean-Michel Bayle   | Marlboro Yamaha Roberts | Yamaha        | 33   | +26.233   | 9       | 10    |
| 7    | 17 | Alberto Puig        | Fortuna-Honda-Pons      | Honda         | 33   | +46.603   | 12      | 9     |
| 8    | 9  | Norifumi Abe        | Marlboro Yamaha Roberts | Yamaha        | 33   | +47.555   | 7       | 8     |
| 9    | 27 | Frédéric Protat     | Soverex FP Racing       | ROC Yamaha    | 33   | +1:25.583 | 14      | 7     |
| 10   | 8  | Juan Borja          | Elf 500 Roc             | Elf 500       | 33   | +1:26.515 | 15      | 6     |
| 11   | 19 | Sean Emmett         | Harris Grand Prix       | Harris Yamaha | 33   | +1:44.301 | 21      | 5     |
| 12   | 22 | Lucio Pedercini     | Team Pedercini          | ROC Yamaha    | 33   | +1:57.577 | 18      | 4     |
| 13   | 16 | Laurent Naveau      | ELC Lease ROC           | ROC Yamaha    | 33   | +2:02.135 | 23      | 3     |
| 14   | 13 | Jeremy McWilliams   | Qub Team Optimum        | ROC Yamaha    | 33   | +2:12.518 | 20      | 2     |
| 15   | 18 | James Haydon        | W.C.M.                  | ROC Yamaha    | 32   | +1 giro   | 16      | 1     |
| 16   | 51 | Jean Pierre Jeandat | Team Paton              | Paton         | 32   | +1 giro   | 22      |       |
| 17   | 20 | Toshiyuki Arakaki   | Padgetts Racing         | Harris Yamaha | 31   | +2 giri   | 19      |       |

### Ritirati
| Nº | Pilota          | Squadra                | Motocicletta | Giri | Griglia |
| -- | --------------- | ---------------------- | ------------ | ---- | ------- |
| 23 | Eugene McManus  | Millar Racing          | Yamaha       | 19   | 25      |
| 41 | Shin'ichi Itō   | Repsol Honda           | Honda        | 18   | 11      |
| 6  | Tadayuki Okada  | Repsol Honda           | Honda        | 11   | 1       |
| 65 | Loris Capirossi | Marlboro Yamaha Rainey | Yamaha       | 9    | 5       |
| 14 | Adrian Bosshard | Elf 500 Roc            | Elf 500      | 7    | 24      |
| 4  | Àlex Crivillé   | Repsol Honda           | Honda        | 2    | 4       |

### Non partiti
| Nº | Pilota            | Squadra             | Motocicletta | Griglia |
| -- | ----------------- | ------------------- | ------------ | ------- |
| 15 | Doriano Romboni   | IP Aprilia Racing   | Aprilia      | 8       |
| 21 | Katsuaki Fujiwara | Lucky Strike Suzuki | Suzuki       | 17      |

## Classe 250

### Arrivati al traguardo
| Pos. | Nº | Pilota                   | Squadra                 | Motocicletta | Giri | Tempo     | Griglia | Punti |
| ---- | -- | ------------------------ | ----------------------- | ------------ | ---- | --------- | ------- | ----- |
| 1    | 1  | Max Biaggi               | Chesterfield Aprilia    | Aprilia      | 31   | 45:06.934 | 1       | 25    |
| 2    | 31 | Tetsuya Harada           | Marlboro Yamaha Rainey  | Yamaha       | 31   | +14.745   | 2       | 20    |
| 3    | 7  | Luis d'Antín             | MX Onda-S.S.P. Comp.    | Honda        | 31   | +33.058   | 6       | 16    |
| 4    | 19 | Olivier Jacque           | Chesterfield Elf Tech 3 | Honda        | 31   | +37.121   | 3       | 13    |
| 5    | 5  | Jean-Philippe Ruggia     | Chesterfield Elf Tech 3 | Honda        | 31   | +39.478   | 4       | 11    |
| 6    | 6  | Nobuatsu Aoki            | Rheos Molenaar Racing   | Honda        | 31   | +49.988   | 5       | 10    |
| 7    | 11 | Jürgen Fuchs             | HB Honda Germany        | Honda        | 31   | +56.860   | 7       | 9     |
| 8    | 12 | Jurgen van den Goorbergh | M.Q.P. Racing           | Honda        | 31   | +1:06.596 | 9       | 8     |
| 9    | 20 | Luca Boscoscuro          | Scuderia AGV            | Aprilia      | 31   | +1:15.716 | 15      | 7     |
| 10   | 18 | Roberto Locatelli        | Nastro Azzurro Aprilia  | Aprilia      | 31   | +1:15.716 | 14      | 6     |
| 11   | 41 | Jamie Robinson           | Docshop Racing          | Aprilia      | 31   | +1:23.754 | 10      | 5     |
| 12   | 26 | Takeshi Tsujimura        | Fcc Technical Sports    | Honda        | 31   | +1:29.408 | 17      | 4     |
| 13   | 8  | Cristiano Migliorati     | Axo San Patrignano      | Honda        | 30   | +1 giro   | 16      | 3     |
| 14   | 25 | Davide Bulega            | Team Italia             | Aprilia      | 30   | +1 giro   | 24      | 2     |
| 15   | 29 | Osamu Miyazaki           | Edo Racing              | Aprilia      | 30   | +1 giro   | 23      | 1     |
| 16   | 57 | Shahrol Yuzy             | Petronas Sprinta Racing | Yamaha       | 30   | +1 giro   | 26      |       |
| 17   | 58 | Shahrun Nizam            | Hong Leong Yamaha       | Yamaha       | 30   | +1 giro   | 31      |       |

### Ritirati
| Nº | Pilota              | Squadra                 | Motocicletta | Giri | Griglia |
| -- | ------------------- | ----------------------- | ------------ | ---- | ------- |
| 28 | Cristophe Cogan     | Team AJP                | Honda        | 27   | 21      |
| 14 | Eskil Suter         | Mohag Aprilia           | Aprilia      | 17   | 11      |
| 55 | Régis Laconi        | Tecmas Racing           | Honda        | 16   | 18      |
| 27 | Christian Boudinot  | Promoto Sport           | Aprilia      | 13   | 27      |
| 23 | Yasumasa Hatakeyama | Fcc Technical Sports    | Honda        | 13   | 13      |
| 9  | Sebastián Porto     | PR2 Aprilia YPF-Esco    | Aprilia      | 13   | 12      |
| 21 | Massimo Ottobre     | FGF Guidotti            | Aprilia      | 9    | 29      |
| 96 | José Barresi        | Marlboro Venemotos      | Yamaha       | 8    | 28      |
| 15 | Gianluigi Scalvini  | Team Pileri             | Honda        | 6    | 22      |
| 16 | Sete Gibernau       | Axo San Patrignano      | Honda        | 4    | 30      |
| 30 | José Luis Cardoso   | Sherry Repsol Aprilia   | Aprilia      | 4    | 19      |
| 56 | Meng Heng Kuang     | Petronas Sprinta Racing | Yamaha       | 2    | 25      |
| 10 | Tōru Ukawa          | Benetton Honda          | Honda        | 2    | 8       |
| 22 | Oliver Petrucciani  | Mohag Aprilia           | Aprilia      | 2    | 20      |

## Classe 125

### Arrivati al traguardo
| Pos. | Nº | Pilota           | Squadra                | Motocicletta | Giri | Tempo     | Griglia | Punti |
| ---- | -- | ---------------- | ---------------------- | ------------ | ---- | --------- | ------- | ----- |
| 1    | 6  | Stefano Perugini | Nastro Azzurro Aprilia | Aprilia      | 29   | 44:46.542 | 4       | 25    |
| 2    | 1  | Haruchika Aoki   | Rheos Molenaar Racing  | Honda        | 29   | +0.405    | 7       | 20    |
| 3    | 10 | Peter Öttl       | Marlboro-Aprilia-Eckl  | Aprilia      | 29   | +0.758    | 10      | 16    |
| 4    | 7  | Masaki Tokudome  | Ditter Plastic         | Aprilia      | 29   | +0.785    | 9       | 13    |
| 5    | 3  | Emilio Alzamora  | Cepsa Effeuno Matteoni | Honda        | 29   | +1.267    | 3       | 11    |
| 6    | 46 | Valentino Rossi  | Scuderia AGV           | Aprilia      | 29   | +7.379    | 13      | 10    |
| 7    | 8  | Tomomi Manako    | UGT Europa             | Honda        | 29   | +7.406    | 5       | 9     |
| 8    | 4  | Akira Saito      | Docshop Racing         | Honda        | 29   | +7.814    | 11      | 8     |
| 9    | 12 | Noboru Ueda      | Docshop Racing         | Honda        | 29   | +18.034   | 14      | 7     |
| 10   | 2  | Kazuto Sakata    | Krona-Aprilia          | Aprilia      | 29   | +35.742   | 1       | 6     |
| 11   | 23 | Frédéric Petit   | Team RMS               | Honda        | 29   | +39.738   | 28      | 5     |
| 12   | 72 | Garry McCoy      | Scuderia Alfa Bieffe   | Aprilia      | 29   | +39.812   | 18      | 4     |
| 13   | 21 | Andrea Ballerini | Team Italia            | Aprilia      | 29   | +57.770   | 19      | 3     |
| 14   | 24 | Jaroslav Huleš   | Team Pileri            | Honda        | 29   | +1:10.237 | 17      | 2     |
| 15   | 37 | Paolo Tessari    | Team Pileri            | Honda        | 29   | +1:10.772 | 22      | 1     |
| 16   | 26 | Ivan Goi         | Cepsa Effeuno Matteoni | Honda        | 29   | +1:12.419 | 26      |       |
| 17   | 30 | Stefano Cruciani | Krona-Aprilia          | Aprilia      | 29   | +1:34.951 | 25      |       |
| 18   | 35 | Loek Bodelier    | Mobil 1-TNT-LB Racing  | Honda        | 28   | +1 giro   | 21      |       |
| 19   | 36 | Josep Sarda      | Mobil 1-TNT-LB Racing  | Honda        | 28   | +1 giro   | 27      |       |
| 20   | 59 | Yau Chuen Tang   | Team Sanwa             | Yamaha       | 27   | +2 giri   | 33      |       |

### Ritirati
| Nº | Pilota            | Squadra               | Motocicletta | Giri | Griglia |
| -- | ----------------- | --------------------- | ------------ | ---- | ------- |
| 5  | Dirk Raudies      | HB Team Raudies       | Honda        | 17   | 2       |
| 88 | Ángel Nieto Jr    | Airtel-Aspar          | Aprilia      | 16   | 29      |
| 57 | Yasir Said        | Hong Leong Yamaha     | Yamaha       | 14   | 31      |
| 15 | Manfred Geissler  | Marlboro-Aprilia-Eckl | Aprilia      | 12   | 12      |
| 14 | Yoshiaki Katō     | Yamaha Kurz           | Yamaha       | 9    | 8       |
| 19 | Yōichi Ui         | Yamaha Kurz           | Yamaha       | 8    | 23      |
| 58 | Chow Yan Kit      | Hong Leong Yamaha     | Yamaha       | 8    | 32      |
| 13 | Lucio Cecchinello | Honda Team GP3        | Honda        | 7    | 16      |
| 99 | Chau Chee Hou     | Motosport Promotions  | Yamaha       | 6    | 30      |
| 27 | Gabriele Debbia   | Debbia Racing         | Yamaha       | 6    | 15      |
| 55 | Jorge Martínez    | Airtel-Aspar          | Aprilia      | 3    | 6       |
| 17 | Darren Barton     | Ditter Plastic        | Aprilia      | 3    | 24      |
| 25 | David de Gea      | Axo San Patrignano    | Honda        | 0    | 20      |